# Henryk Kołodziejski

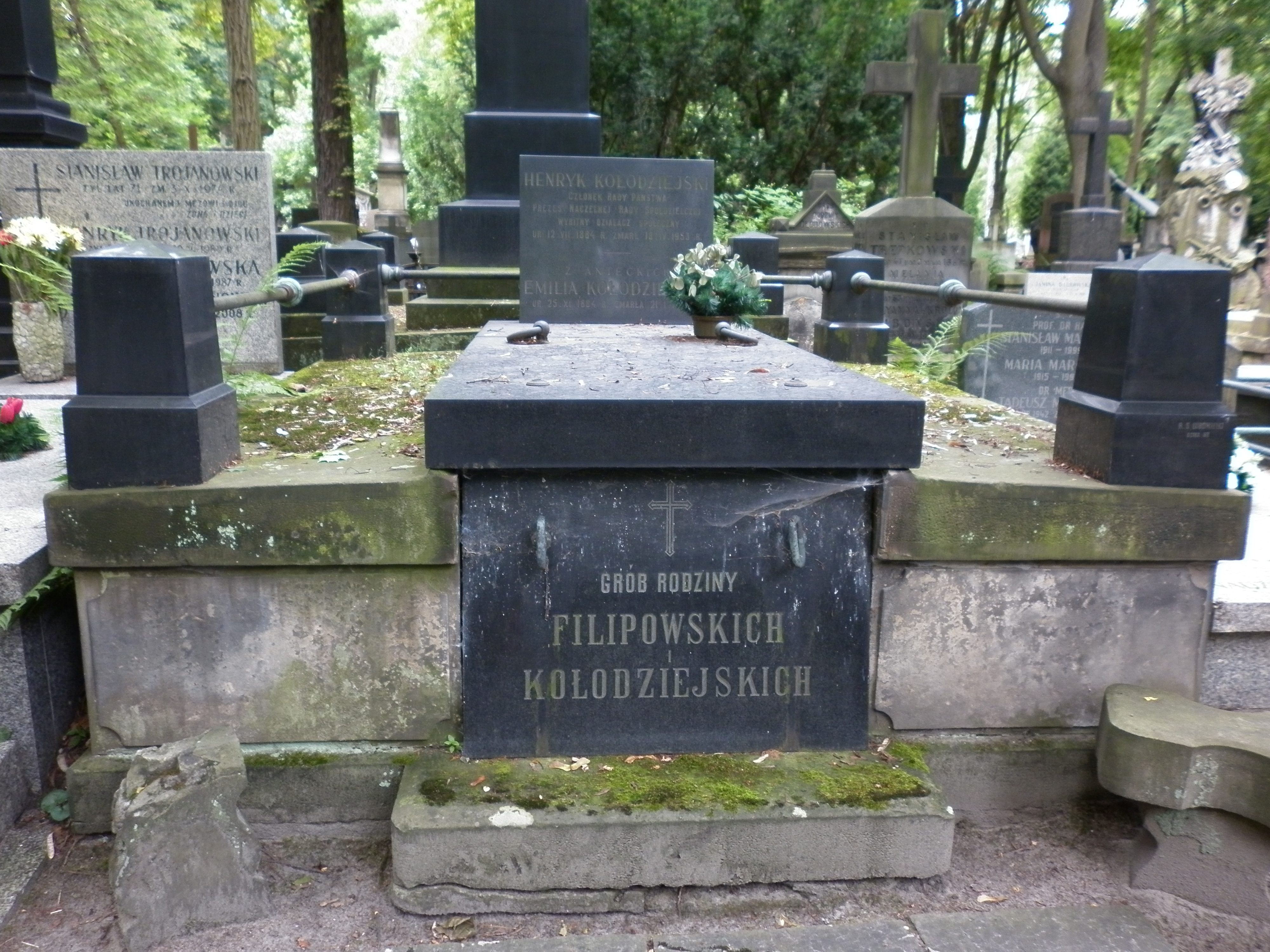
Grób Henryka Kołodziejskiego na cmentarzu Stare Powązki w Warszawie

Henryk Kołodziejski (ur. 12 maja 1884 w Warszawie, zm. 18 kwietnia 1953 tamże) – polski działacz państwowy, historyk i ekonomista, publicysta. Poseł do Krajowej Rady Narodowej, na Sejm Ustawodawczy i na Sejm PRL I kadencji, w latach 1947–1953 członek Rady Państwa. Prezes Najwyższej Izby Kontroli od 1947 do 1949. W okresie II Rzeczypospolitej działał w masonerii.

## Życiorys
Urodził się w rodzinie kupieckiej. Ukończył studia na Uniwersytecie Jagiellońskim, 1912 uzyskał doktorat filozofii. Od wczesnej młodości związany z ruchem rewolucyjnym, członek warszawskiego komitetu wojenno-rewolucyjnego Socjaldemokratycznej Partii Robotniczej Rosji. W latach 1905–1907 uczestnik rewolucji, więziony w Cytadeli Warszawskiej. W okresie II Rzeczypospolitej działał w masonerii. W 1920 współzałożyciel Instytutu Gospodarstwa Społecznego oraz Biblioteki Sejmowej, której był dyrektorem w latach 1920–1939. Podczas okupacji działacz spółdzielczy, w latach 1945–1947 pracownik instytutów naukowo-badawczych (Instytut Gospodarstwa Społecznego, Spółdzielczy Instytut Naukowy). W czerwcu 1945 uczestnik konferencji w Moskwie w związku z realizacją postanowień konferencji jałtańskiej co do powołania Tymczasowego Rządu Jedności Narodowej z udziałem Stanisława Mikołajczyka i przedstawicieli warszawskiego Rządu Tymczasowego pod nadzorem ambasadorów Wielkiej Brytanii i USA w Moskwie.
Od 21 lutego 1947 do 9 marca 1949 Prezes Najwyższej Izby Kontroli, od lutego 1947 członek Rady Państwa (do końca życia). Od 1949 prezes Naczelnej Rady Spółdzielczej. Od 1945 był posłem do Krajowej Rady Narodowej, na Sejm Ustawodawczy i na Sejm PRL I kadencji. Od sierpnia 1952 członek Prezydium Ogólnopolskiego Komitetu Frontu Narodowego; pozostał bezpartyjny. 
Pochowany z pełnymi honorami 21 kwietnia 1953 na cmentarzu Stare Powązki (kwatera 38-3-15,16). W pogrzebie wzięli udział przedstawiciele najwyższych władz partyjnych i państwowych z przewodniczącym Rady Państwa PRL Aleksandrem Zawadzkim na czele. W imieniu władz nad otwartą mogiłą przemówił zastępca przewodniczącego Rady Państwa Stefan Ignar.

## Ordery i odznaczenia
- Krzyż Wielki Orderu Odrodzenia Polski (pośmiertnie, 20 kwietnia 1953)[5][6]
- Krzyż Komandorski z Gwiazdą Orderu Odrodzenia Polski (22 lipca 1947)[7]
- Krzyż Komandorski Orderu Odrodzenia Polski (27 grudnia 1924)[8]
- Złoty Krzyż Zasługi (10 listopada 1933)[9]